# ساتراپلاتین
ساتراپلاتین(به انگلیسی: Satraplatin) (INN، با نام کد JM216) یک عامل آنتی‌نئوپلاستیک مبتنی بر پلاتین است که برای درمان بیماران مبتلا به سرطان پیشرفته پروستات که در شیمی‌درمانی قبلی شکست خورده‌اند، مورد بررسی قرار گرفت. این دارو هنوز از طرف سازمان غذا و داروی ایالات متحده تاییدیه دریافت نکرده‌است. ساتراپلاتین اولین بار در سال ۱۹۹۳ در متون پزشکی ذکر شد، و اولین داروی شیمی‌درمانی مبتنی بر پلاتین است که به صورت خوراکی تجویز می‌شود. سایر آنالوگ‌های در دسترس پلاتین—سیس‌پلاتین، کربوپلاتین و اگزالی‌پلاتین— باید به صورت وریدی تجویز شوند.
این دارو همچنین در درمان سرطان‌های ریه و تخمدان استفاده شده‌است. سازوکار عملکرد پیشنهادی برای ساتراپلاتین به این صورت است که به DNA سلول‌های سرطانی متصل می‌شود و از تقسیم آن‌ها جلوگیری می‌کند.